# Evangelische Stadtkirche (Rastatt)

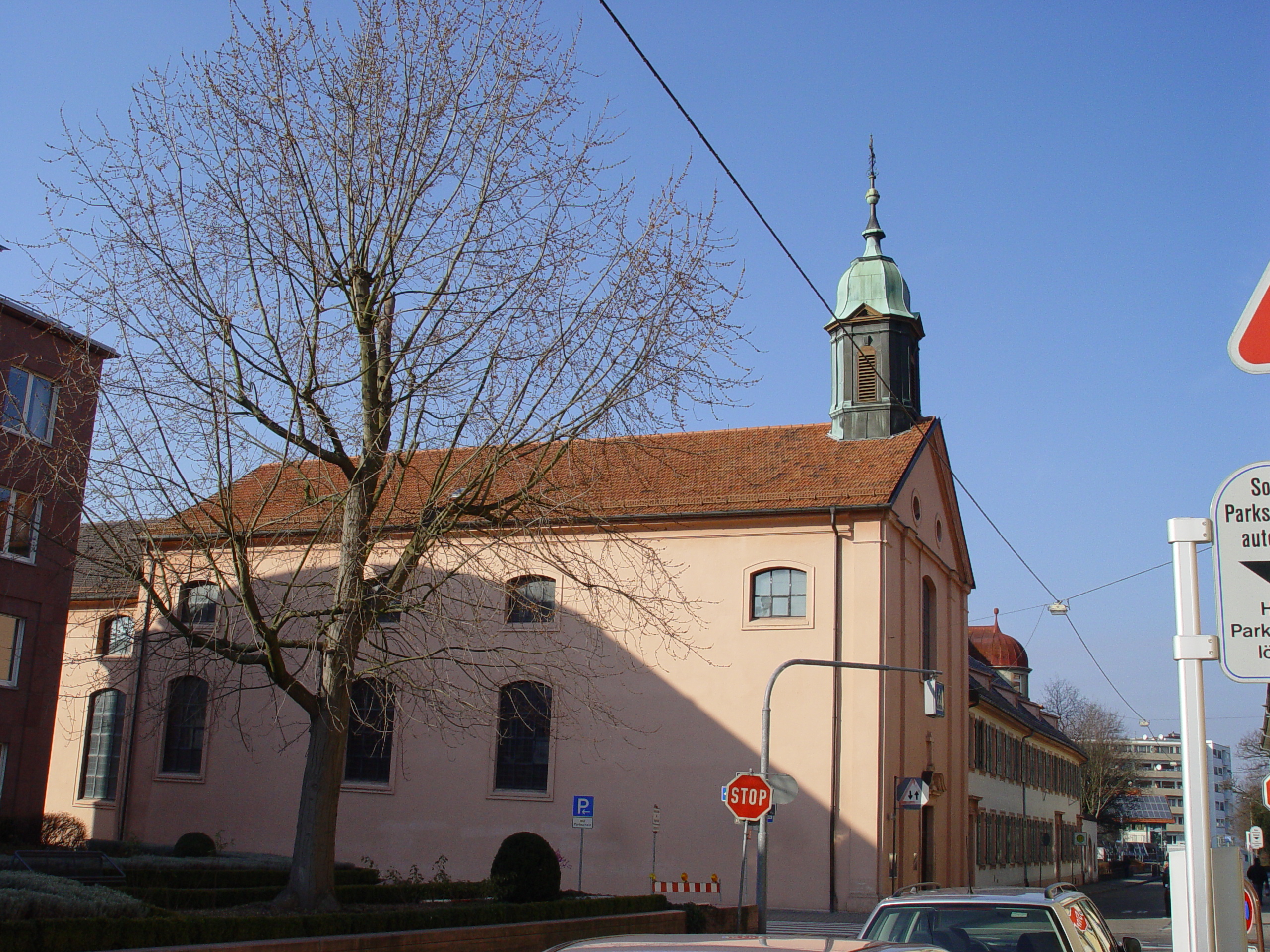
Evangelische Stadtkirche Rastatt

Die Evangelische Stadtkirche Rastatt ist die Kirche des ehemaligen Franziskanerklosters in Rastatt.

## Geschichte
Die feierliche Grundsteinlegung der Kirche fand am 4. Juli 1702 statt. Nach dem Tode des Markgrafen Ludwig Wilhelm von Baden übernahm dessen Witwe Franziska Sibylla Augusta die Regierungsgeschäfte und beauftragte Lorenzo di Sale, den Schüler des Architekten Domenico Egidio Rossi, mit der Weiterführung des Baus.
Lorenzo di Sale änderte den Grundriss und vergrößerte die Fenster. Am 30. Mai 1717 wurde die Kirche der Unbefleckten Empfängnis Mariä geweiht. Das Kloster wurde in der Säkularisation aufgehoben. 1805 nutzen Napoléon Bonapartes Truppen die Kirche als Lager für Heu und Stroh. Das Klosterinventar wurde versteigert und in die Klostergebäude zogen das Bezirksamt und das Amtsgericht ein.
Seit 1807 ist die Kirche das Gotteshaus der evangelischen Stadtpfarrgemeinde der Michaelspfarrei.

## Orgel
Im Zuge einer Generalsanierung in den Jahren 1985 bis 1987 erhielt die Kirche auch eine neue Orgel. Sie wurde von der Orgelbaufirma Heintz (Schiltach) erbaut. Die geschnitzten Schleierbretter wurden vom freiberuflichen Bildhauer Carsten Lewerentz aus Staudach-Egerndach entworfen und angefertigt.
Die Orgel steht im Chorraum und hat 42 Register und 1 Extension, verteilt auf vier Manuale und Pedal. Die Spiel- und Registertrakturen sind mechanisch. Das III. und IV. Manualwerk (Récit und Réconance) sind schwellbar.
| I Grand Orgue C–a3 |                  |      |
| 1.                 | Montre           | 16′  |
| 2.                 | Montre           | 8′   |
| 3.                 | Flûte            | 8′   |
| 4.                 | Flûte harmonique | 8′   |
| 5.                 | Prestant         | 4′   |
| 6.                 | Doublette        | 2′   |
| 7.                 | Cornet V         | 8′   |
| 8.                 | Plein jeu V      | 2′   |
| 9.                 | Cymbale III      | 2⁄3′ |
| 10.                | Trompete         | 8′   |
| 11.                | Chalumeau        | 8′   |

| Positif C–a3 |                |        |
| 12.          | Montre         | 8′     |
| 13.          | Bourdon        | 8′     |
| 14.          | Prestant       | 4′     |
| 15.          | Nazard         | 3′     |
| 16.          | Quarte         | 2′     |
| 17.          | Tièrce         | 1 3⁄5′ |
| 18.          | Larigot        | 1 ⁄3′  |
| 19.          | Fourniture IV  | 1 ⁄3′  |
| 20.          | Voce Umana     | 8′     |
| 21.          | Trompette      | 8′     |
| 22.          | Cromorne       | 8′     |
|              | Tremblant fort |        |

| III Récit C–a3 |                           |    |
| 23.            | Flûte à cheminée          | 8′ |
| 24.            | Salicional                | 8′ |
| 25.            | Voix célèste              | 8′ |
| 26.            | Basse de Viole            | 4′ |
| 27.            | Flûte traversière         | 4′ |
| 28.            | Flageolet                 | 2′ |
| 29.            | Plein jeu harmonique II-V | 2′ |
| 30.            | Carillon III              | 2′ |
| 31.            | Hautbois                  | 8′ |
| 32.            | Voix humaine              | 8′ |
|                | Tremblant doux            |    |

| IV Réconance C–a3 |                  |     |
| 33.               | Bourdon          | 16′ |
| 34.               | Principal        | 8′  |
| 35.               | Octave           | 4′  |
| 36.               | Quinte           | 3′  |
| 37.               | Oktave           | 2′  |
| 38.               | Trompette        | 16′ |
| 39.               | Trompette grosse | 8′  |
| 40.               | Clairon          | 4′  |

| Pédales C–f1 |          |     |
| 41.          | Flûte    | 16′ |
| 42.          | Bourdon  | 8′  |
| 43.          | Bombarde | 16′ |

- Koppeln: II/I, III/I III/II, IV/I, IV/II, IV/III, I/P, II/P, III/P, IV/P
- Spielhilfen: Appels (Plein jeu, 2′, Anches)